# Hanne Brinkmann

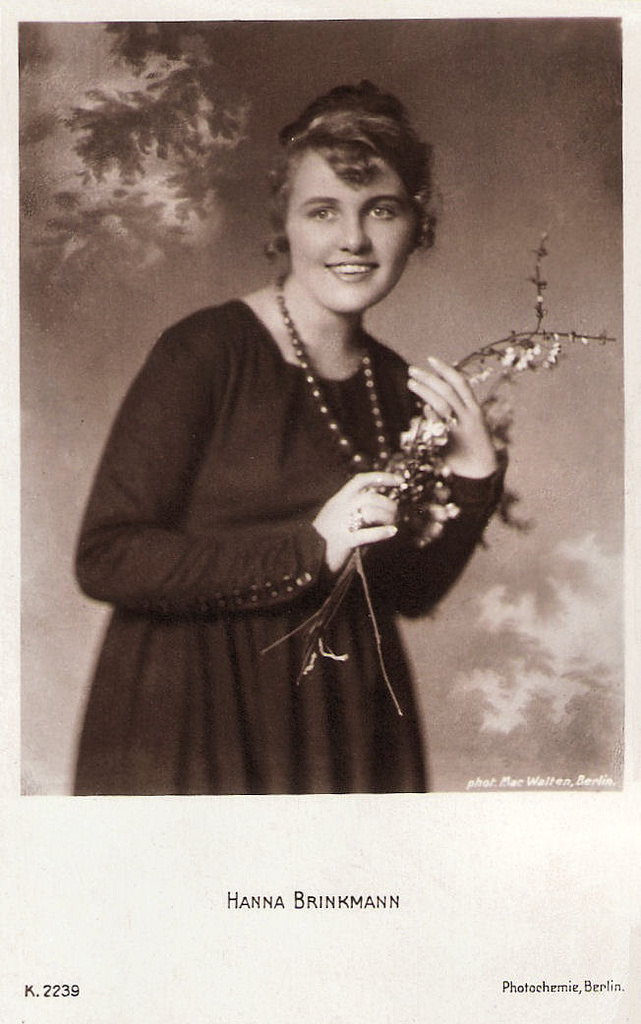
Hanne Brinkmann. Foto von Mac Walten

Hanne Brinkmann (* 22. September 1895 als Johanna Marie Luise Elisabeth Brinkmann in Hannover; † 29. Juli 1984 in München) war eine deutsche Schauspielerin mit kurzer Starkarriere beim Stummfilm.

## Leben und Wirken
Johanna „Hanne“ Brinkmann begann ihre Bühnenlaufbahn im Jahre 1913 unter ihrem Geburtsnamen am Theater in der Josefstadt in Wien. Nach nur einer Spielzeit, einhergehend mit dem Ausbruch des Ersten Weltkriegs, kehrte die gebürtige Hannoveranerin nach Deutschland zurück.
In Berlin wurde sie kurz nach Kriegsbeginn vom Regisseur Richard Oswald erstmals vor die Kamera geholt. Im Verlauf des Krieges entwickelte sich Hanne Brinkmann zu einer gefragten Komikerin, mit der ‘Hanne’-Reihe erhielt sie gegen Ende des Krieges (1918) ihre eigene, ganz auf sie zugeschnittene (kurzlebige) Filmreihe. Regie führte dort ihr Ehemann und Schauspieler-Kollege Reinhold Schünzel, mit dem Hanne Brinkmann von 1917 bis 1924 verheiratet war. Wenig später, Anfang der 20er Jahre, zog sich die Künstlerin vorübergehend ins Privatleben zurück, um sich ganz der Erziehung der 1922 geborenen Tochter Annemarie zu widmen.
Hanne Brinkmanns Rückkehr vor die Kamera im Jahre 1924 brachte ihr nur noch Nebenrollen ein, mit dem Ende der Stummfilmära zog sie sich ins Privatleben zurück.

## Filmografie
- 1914: Lache, Bajazzo!
- 1915: Wie werde ich Amanda los?
- 1915: Des Guten zuviel
- 1916: Bob Cray
- 1917: Komtesse Hanne
- 1917: Ein Jagdausflug nach Berlin
- 1917: Die ledige Frau
- 1917: Der Herr Assessor
- 1917: Das Mädel von nebenan
- 1917: Baroneßchen auf Strafurlaub
- 1917: Die Spur im Schnee
- 1918: Prinzessin Hanne muß was erleben
- 1918: Hotel Wasserhose
- 1918: Hannes Millionengründung
- 1918: Hanne, der Einbrecher
- 1918: Hanne und ihre drei Freier
- 1918: Hanne muß was erleben
- 1918: Hanne entlobt sich
- 1918: Frau Gräfin
- 1918: Die fromme Helene
- 1918: Baronesse und Vetter Fritz
- 1919: Ut mine Stromtid
- 1919: Los vom Weibe
- 1919: Die Pflicht zu leben
- 1919: Das Mädchen und die Männer
- 1919: Artistentreue
- 1920: Katharina die Große
- 1920: Der gelbe Tod, 2. Teil
- 1920: Die letzte Stunde. Der Tag eines Gerichtes in 5 Verhandlungen
- 1924: Mutter und Kind
- 1926: Wie bleibe ich jung und schön
- 1926: Gräfin Plättmamsell
- 1926: Der Kavalier vom Wedding
- 1926: Annemarie und ihr Ulan
- 1927: U 9 Weddigen
- 1927: Die Weber
- 1928: Dyckerpotts Erben
- 1928: Was ist los mit Nanette?